# نور هفت
نور هفت (به انگلیسی: Light of the Seven) بخشی از ساندترک فصل ۶ مجموعه تلویزیونی بازی تاج‌وتخت است. این قطعه توسط رامین جوادی آهنگسازی شده‌است. در این قطعه، برای نخستین بار از پیانو در موسیقی متن بازی تاج‌وتخت استفاده شد.